# Jordan Jones (Fußballspieler, 1994)
Jordan Lewis Jones (* 24. Oktober 1994 in Middlesbrough) ist ein nordirischer Fußballspieler.

## Karriere

### Vereine
Jordan Jones spielte in seiner Jugend für seinen Heimatverein FC Middlesbrough. Am 5. Januar 2013 debütierte er in der ersten Mannschaft des Vereins, als er in der 3. Runde des englischen Pokals gegen Hastings United für Luke Williams eingewechselt wurde. Im Februar 2015 wurde Jones an den englischen Viertligisten Hartlepool United verliehen, für den er bis zum Ende der Saison 2014/15 elfmal zum Einsatz kam. Dem Verein gelang auf Tabellenplatz 22 liegend nur knapp der Klassenerhalt. Im November 2015 folgte eine Kurzleihe zu Cambridge United, bei dem er ein Spiel gegen Notts County absolvierte. Nach seiner Rückkehr nach Middlesbrough absolvierte er kein weiteres Spiel. Er verließ den Verein im Juni 2016.
Mit dem schottischen Erstligisten FC Kilmarnock fand er einen neuen Verein. Sein Debüt gab er einen Monat später im Ligapokal gegen den FC Clyde. Gleich in der ersten Saison bei seinem neuen Verein etablierte er sich als Stammspieler. Dies blieb er in den folgenden beiden Spielzeiten auch und verhalf dem Verein am Ende der Saison 2018/19 sich erstmals seit 2001 für den Europapokal zu qualifizieren.
Im Januar 2019 unterschrieb Jones einen Vorvertrag über vier Jahre bei den Glasgow Rangers. Am nächsten Spieltag erzielte er für Killie das 2:1-Siegtor gegen seinen neuen Arbeitgeber aus Glasgow.

### Nationalmannschaft
Der gebürtige Engländer Jones spielte zunächst in der nordirischen U-19 und debütierte am 12. November 2017 in der A-Nationalmannschaft von Nordirland. Sein Debüt gab er im Play-off WM-Qualifikationsspiel gegen die Schweiz, das 0:0 endete. Die Schweiz qualifizierte sich durch einen 1:0-Hinspielsieg für die Weltmeisterschaft in Russland.